# Hulusi

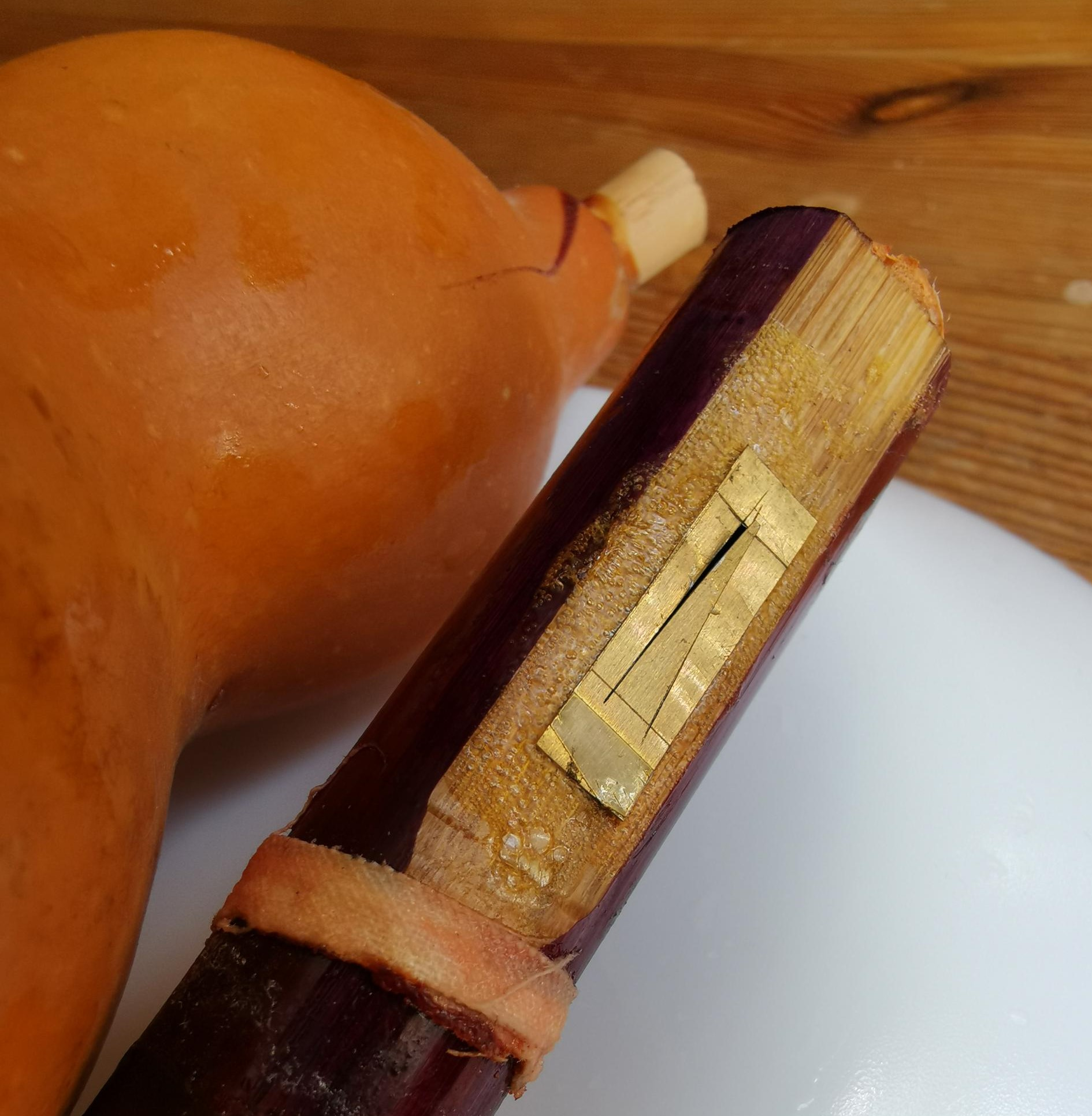
La canya lliure d’un hulusi

El Hulusi (tradicional: 葫蘆絲 ; simplificat: 葫 芦 丝 ; pinyin: Hulusi) o flauta de carabassa és un instrument de vent de llengüeta lliure originari de la Xina, i de l'estat de Shan. Està format per tres tubs de bambú que passen per una caixa feta de carabassa; el tub central té forats per als dits i els dos tubs exteriors normalment són bordons. Alguns hulusis només tenen un bordó, mentre que el segon tub exterior és merament ornamental. El tub del bordó té un forat que permet silenciar-lo amb el dit. Les configuracions avançades tenen forats amb claus semblants a un clarinet o oboè, amb la qual cosa amplien la tessitura de l’hulusi a diverses octaves.
El hulusi és originari de l'estat Shan de Birmània i de la província de Yunnan de la Xina, on era utilitzat per diversos grups ètnics minoritaris, en particular els tais que l'anomenen "pi lamtao" (筚 朗 叨 - la paraula "pi" significa instrument de fusta, i "lamtao" (namtao) significa carabassa), i ha guanyat popularitat nacional a tota la Xina; similar a la popularitat de l'harmònica a occident, i s'han produït versions "millorades" fora dels territoris originaris. Com el bawu (un altre instrument de llengüeta lliure), el hulusi té un so molt pur i dolç, semblant al del clarinet.
Un altre instrument similar és l'anomenat hulusheng, un orgue de boca amb una carbassa de ressonància.

## Etimologia
El nom de l'instrument prové de les paraules xineses hulu, que significa "carabassa", i si, que significa "seda" (en referència al so suau de l'instrument). L'instrument s'anomena pi lamtao en llengua Tai (Tai Nuea) de Dehong i "pi namtao" en idioma lue (Sipsong Panna), Khun (Kengtung), Iuan (Tailàndia septentrional), Lao i idioma tailandès.

## Intèrprets
Tot i que el hulusi continua essent un instrument propi de la Xina, els darrers anys ha estat adoptat per compositors i intèrprets europeus. Rohan Leach d'Anglaterra, Rapheal De Cock de Bèlgica, Sara Bentes del Brasil, Nadishana de Rússia i Herman Witkam dels Països Baixos han adoptat l'instrument en noves direccions.